# Olargues
Olargues település Franciaországban, Hérault megyében. Lakosainak száma 493 fő (2022. január 1.). Olargues Berlou, Mons, Roquebrun, Saint-Étienne-d’Albagnan, Saint-Julien, Saint-Vincent-d’Olargues és Vieussan községekkel határos.

## Népesség
A település népességének változása:
| Lakosok száma | 590  | 529  | 512  | 592  | 658  | 674  | 679  | 662  | 608  | 493  |
|               | 1968 | 1982 | 1990 | 2006 | 2013 | 2015 | 2017 | 2019 | 2020 | 2022 |